# Isidoro Azzario
Isidoro Azzario (Pinerolo, 20 maggio 1884 – 1929 o 1930) è stato un politico e sindacalista italiano.

## Biografia
Impiegato delle ferrovie, fu dal periodo della prima guerra mondiale attivo nel movimento sindacale e socialista. Al II Congresso del Partito Comunista d'Italia venne eletto nel Comitato centrale e partecipò come delegato al IV Congresso dell'Internazionale Comunista. Arrestato nel 1923 per attività sediziose e antinazionali, venne assolto insieme ad altri dirigenti comunisti per insufficienza di prove.
Perseguitato dai fascisti, fuggì in Francia e poi in Russia, dove collaborò con l'Internazionale sindacale e per conto di tale organismo si recò in America Latina. Nel 1927 fu arrestato a Panama. In ottobre rientrò in Italia dando segni di problemi mentali. Nel 1928 fu condannato a 15 anni e 10 mesi di reclusione per istigazione alla guerra civile e a 4 anni per propaganda sovversiva.
Pare che sia morto nel 1929 o nel 1930, dopo che le problematiche psichiche di cui soffriva si erano considerevolmente aggravate.